# Kádárta
Kádárta Veszprém városrésze, 1973-ig önálló község volt. A 2001. február 1-jei népszámlálás idején 1590-en lakták.
A Séd és egy ma is létező karsztforrás közé épült települést, amelynek neve valószínűleg középkori személynévből származik, 1382-ben említik először. A veszprémi káptalan jobbágyai laktak Kádártán, akik azonban a 16. század elején áttértek a református vallásra. Később a török elpusztította a települést, de az gyorsan, már 1613-ban újratelepült, ismét református lakókkal. 1640-ben Kádárta ismét a káptalan tulajdonába került.
A falu kora középkori eredetű, eredetileg Mihály arkangyal tiszteletére szentelt templomát a reformátusok a 18. század elején építették át. A mellette található lelkészlak udvari szárnya ugyanekkor épült, utcai oldala a 19. századból való.
A horgászok a városrészt elsősorban a közelében található horgásztavakról ismerik. Kádártán nyár elején egy hétvégén megrendezik a Falunapot, ahol mindig más sztárok lépnek fel.
Kádárta Veszprém központjától 4,5 km-re északkeletre fekszik, a 82-es főút mellett. A városból a 23-as jelzésű autóbuszokkal érhető el.
A megyeszékhelyhez való csatolást követően számos veszprémi költözött ki a településre, új utcák jöttek létre. Valószínű, hogy néhány éven belül Kádárta teljesen egybeépül Veszprém belterületével.

## Geológiája
A Balaton-felvidék északkeleti részét alacsony helyzetű fennsíkok alkotják. E fennsíkok közül a Veszprémi-fennsík északi részén helyezkedik el a Kádártának helyet adó Geleméri-fennsík.
Ezt a 12 km²-es, három oldalról törésekkel határolt kistájat északról, Kádárta térségében a Veszprémi-törés lépcsője; keletről a Kádártát Hajmáskértől elválasztó, egyébként névtelen „határvölgy”; délről a Veszprém és Litér között húzható egyenes mentén bizonytalanul kijelölhető vonal választja el a Cser-erdőtől; keletről pedig a Kása-völgy határolja. Nevét a terület déli részén, a Hamarászó-völgy mentén egykor volt Gelemér nevű községről kapta, amely a törökdúlás idején pusztult el.
A fennsíki táj enyhén észak felé lejt (270 méterestől 200 méteres tengerszint feletti magasságig), melyet észak-északnyugat–dél-délkeleti irányú, kisebb helyi törések darabolnak tovább. E törések megcsapolták a felszín alatti vizeket és így patakvölgyi erózióval továbbmélyültek, helyenként szurdokszerű völgyeket alkotva.
A Geleméri-fennsíkkal geológiailag összefügg, vele egységet alkot a tőle keletre levő Berek-hegy és déli folytatása, a Cser-erdő. A három összefüggő kistájat markáns törések határolják: északról a Veszprémi-, délről a Litéri-főtörés, keleten a Sólyi-, nyugaton a Szabadjai-kereszttörés. E törések ferdék, így a síkjukban történt mozgás egyszerre függőleges és vízszintes elmozdulást is eredményezett, azaz rátolódást, elcsúszást. A Veszprémi- és Litéri-főtörés között, ezekkel többnyire megegyező irányban egy köztes rátolódásos vetődést mutató törés, a Geleméri-törés van. A főtörések között észak-északnyugat–dél-délkeleti irányban számos kisebb, lokális törés mutatható ki.
A déli irányból támadó orogén erő a rögöket a ferde törések mentén különböző mértékben megemelte és megbillentette. Az uralkodó dőlés az északnyugati irányú, az idősebb rétegekből álló rögdaraboknál általában 30-35°-os, a fődolomit esetében 10-15°-os. Déli, délkeleti meredek (60-80°-os) dőlést a törések közelében lehet észlelni, ami azzal magyarázható, hogy a vető menti elmozdulás során kőzethajlás (flexura) következett be a kevésbé rideg kőzetek esetében, illetve a töréseket több párhuzamos vetősík alkotja és a kisebb köztes darabok az elmozdulás során élükre fordultak a fő tömegek között.
A szűkebb értelemben vett Geleméri-fennsíkot két meghatározó rög, valamint kisebbrészt az északi peremvidékhez kapcsolódó harmadik rög kiemelt helyzetben levő széle alkotja. A déli részen, a Litéri- és a Geleméri-törés között lévő rög alsó és középső triászbeli rétegekből áll és átlagosan 30-35°-osan északnyugat felé dől. Az ettől északabbra, a Geleméri- és a Veszprémi-törés között levő rög nori fődolomitból áll és mintegy 15°-osan dől északnyugatra. A Veszprémi-töréstől északra még keskeny sávban kőbörcök kapcsolódnak a Geleméri-fennsíkhoz. Ezek középső triász rétegekből vannak, illetve fedőjükben néhol pliocén édesvízi mészkő található, dőlésük 30-80° északnyugati irányba. Tehát, délről észak felé egészen a Veszprémi-törésig egyre fiatalabb, triászkori rétegeket találunk.
A terület legdélibb részén, a 474 m-es pont közelében werfeni palák bukkannak a felszínre, majd a 8-as főút felé, meglehetősen rossz feltárásban, bozótos között lehet rátalálni a következő rétegre, az alsó, vagy triolites márgára. A 8-as főút geleméri-fennsíki szakasza werfeni dolomitra épült. E főúttól északra (a Hamarászó-völgy felső szakaszának oldalán) pedig még mindig alsó triász, werfeni lemezes mészkövet találunk a felszínen. A középső triász Balaton-felvidéki jellegzetes kőzete, a megyehegyi dolomit karéjosan kapcsolódik a werfeni lemezes mészkövekhez. A két kőzet határvonalát nem is lehet észlelni, mert a felszínen kőzettörmelékes vékony talajréteg borítja azt.
A megyehegyi dolomitot északról úgynevezett Trinodosus márgás réteg zárja. Egykor források jelezték e vízzáró réteg felszínre bukását, ám a mögöttük levő függő karsztvíztárolók a 8-as főút építése során megsérültek és e források azóta elapadtak.
A Geleméri-fennsíkot teljesen átszeli a középső triászban képződött kovasavas mészkő, az ún. tridentinus mészkő (névadó kövülete az Arcestes tridentinus). E réteget követi a karni márga, amit a Balaton-felvidéken általában felső márgaként említenek, de az itteni vöröses kifejlődésű variációját Laczkó Dezső (1911) sólyi márgaként írta le. Ezen márgaréteg mentén ma is forrásokban csapolódik meg a tőle délre lévő függő karsztvíztároló. A Geleméri-törés mentén foltonként előfordul még a füredi mészkő is.
A források legtöbbje egy-egy lokális törés mentén fakad, vagyis ott, ahol az e törések mentén mélyült völgyek elérik a karsztvízszintet, többnyire egy márgás réteg mentén. Kivételt képeznek a Kádártai-halastó forrásai. Ezek úgy keletkeztek, hogy a bányagödröt az áramló karsztvíz útjába mélyítették.
A Geleméri-fennsík felszínének nagyobb része a szárazság és az igen vékony talajtakaró miatt feltűnően kopár, ugyanakkor a völgyekben bőven fakadnak források, sőt mint kimutatást nyert, közel a felszín alatt (10–30 méter mélyen) kiterjedt karsztvízteknők találhatók. A felső triász fődolomit felszíne alatt a főkarsztvíz nagyjából 190–200 méteres tengerszint feletti magasságban képez észak felé lejtő, enyhén domború karsztvíztükröt. Ezt a karsztvizet csapolják meg a Kádártai-források és a halastó forrásai. Az alsó és középső triász rétegek pedig ferde lépcsős vetődésük miatt jelentenek csapdát a felszín alatti vizeknek. Így bennük támaszkodó karsztvizek teknői alakultak ki. Ezeket szintén a lokális törések völgyei csapolják meg. A főkarsztvíz és a támaszkodó karsztvíz között gyaníthatóan van felszínalatti összeköttetés, de ez még nem lett igazolva. Továbbá igen valószínű az is, hogy e karsztvízteknők felszálló karsztvízutánpótlást is kapnak a vetősíkok mentén, hisz a felszínről beszivárgó vízmennyiség kevesebb a forrásokban megjelenőnél.

## Élővilága
Kádárta élővilága jellemzően kétarcú: a mélyebb, nedvesebb területek, valamint a magasabban fekvő dolomitos talajú részek faunája és flórája is némileg eltér. A Sédbe folyó kisebb erek és patakok jellemző növénye a torma. A kisebb vízfolyásokban a halak közül egyedül pisztrángot lehet néha látni, ennek példányai egy kádártai halgazdaságból szöknek meg. A lecsupaszított, szinte egyenes síkra gyalult táj nagy részét egyetlen nézőpontból is beláthatjuk, hisz alig maradt rajta talajtakaró, mintegy 80-85%-át csak apró füvű legelő borítja. Fák, bokrok többnyire csak a nedves völgyekben vannak, valamint a 8-as út mellett fenyőkből telepített erdősáv található.
A Geleméri-fennsík kietlenségét fokozza, hogy a közelmúltban még harckocsik gyakorlótere volt. Közepén két nagyobb bányagödröt is mélyítettek, melyekből dolomitmurvát fejtettek, illetve fejtenek még ma is, ami a táj folyamatos pusztulását eredményezi. A 20. század elején és azt megelőzően birkalegelőként hasznosították a gyér füvű, alacsony fennsíkot, ahol kitűnő itatóhelynek kínálkozott a számos forrás. Aztán katonai gyakorlótér lett belőle, a század második felének nagy részében, mintegy 30 éven át a hazánkban állomásoztatott szovjet haderők harckocsizói használták. A látszólagos kietlenség ellenére azonban őzek, rókák és vaddisznók is előfordulnak, főként a fennsík Hajmáskér felőli oldalán, ahol a régebben telepített fenyőerdő már megnőtt, valamint közel van a Séd patakot jobbról kísérő keskeny galériaerdő.
Számos zuzmó-, moha- és gombafaj is él itt. Érdekes a sárga kövirózsa, kövérke, a borsos varjúháj és fehér varjúháj és egyéb dolomitsziklagyepekre jellemző növényeinek színes választéka. Apró nőszirom sárga és lila változatban is él itt. A sárga kövirózsa (Sempervivum globiferum subsp. hirtum) nagyon jellemző a sziklás kibúvásokra. Husáng faj(ok) is él(nek) a területen.[forrás?] A cserszömörce Kádárta és Hajmáskér mellett előfordul, részben telepített állományokban. Érdekes, hogy a térben közel eső Litéren már előforduló közönséges boróka sehol sem lelhető fel, pedig alkalmas élőhelyet találna. A molyhos tölgyet és a virágos kőrist ugyan telepítették is, azonban egy-egy idősebb, ritka példánya lehet helyben nőtt, feltehetően a korábbi vegetáció hírmondói. Valószínű, hogy a kora újkori erdőirtást megelőzően a Geleméri-fennsík egészét xeroterm erdők és karsztbokorerdők, főleg illír molyhos tölgyesek boríthatták (ahogy a 8-as főút Balaton felőli oldalán jelenleg is előfordul ez a vegetációtípus), a sziklaletöréseken pedig a Keleti-Bakonyra jellemző dolomitsziklagyep-vegetáció létezett.
A Séd-patak mellett siklók is előfordulnak. A fennsík kis, részben mesterségesen felduzzasztott tavaiban mocsári teknős és édesvízi rákok is fellelhetők. Ezen kívül számos halfaj is szaporodik ezekben a vizekben.
Sajnos, a terület különlegességét sem a helyi lakosság, sem a helyi vezetőség nem becsüli eléggé (illetve fel sem ismerte), pedig egy egyedülálló, xerofil élőhelylánc keletkezett az erdőirtásokat követően Várpalotától Veszprémig. Előreláthatóan a terület nagy része a dolomitbányászatnak fog áldozatul esni, valamint az erőszakos feketefenyő-telepítésnek. A terepmotorozás okozta talajdegradáció is jelentős tájrombolással jár.

## A település az irodalomban
- Kádárta szerepel Fehér Béla Derengő betyár utolsó kívánsága című humoreszkjében: a címszereplő itt rabolt ki egy postakocsit, alig egy nappal azután, hogy korábbi bűncselekményei miatt – papíron – felakasztották.

## Galéria

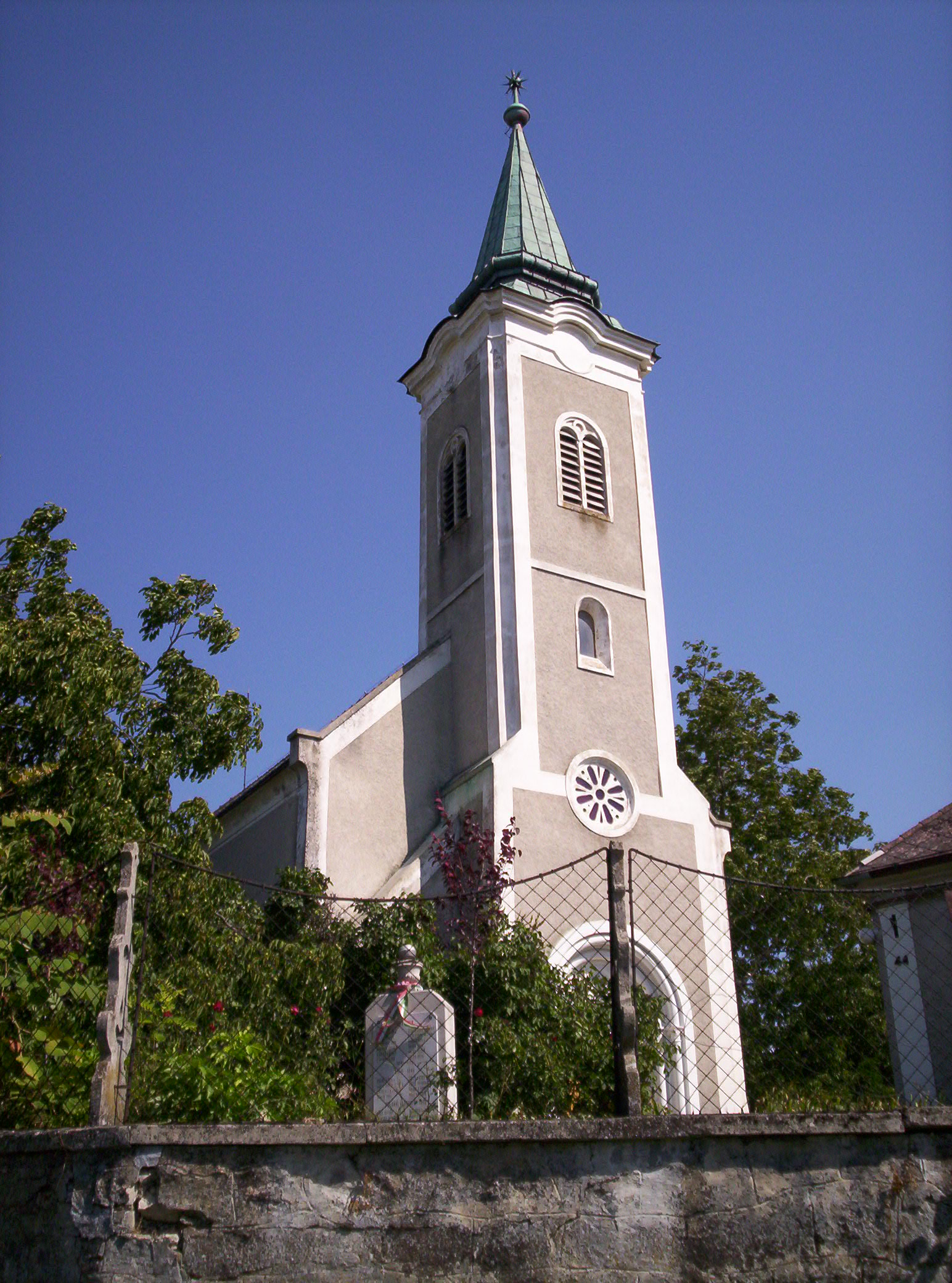
A középkori eredetű református templom
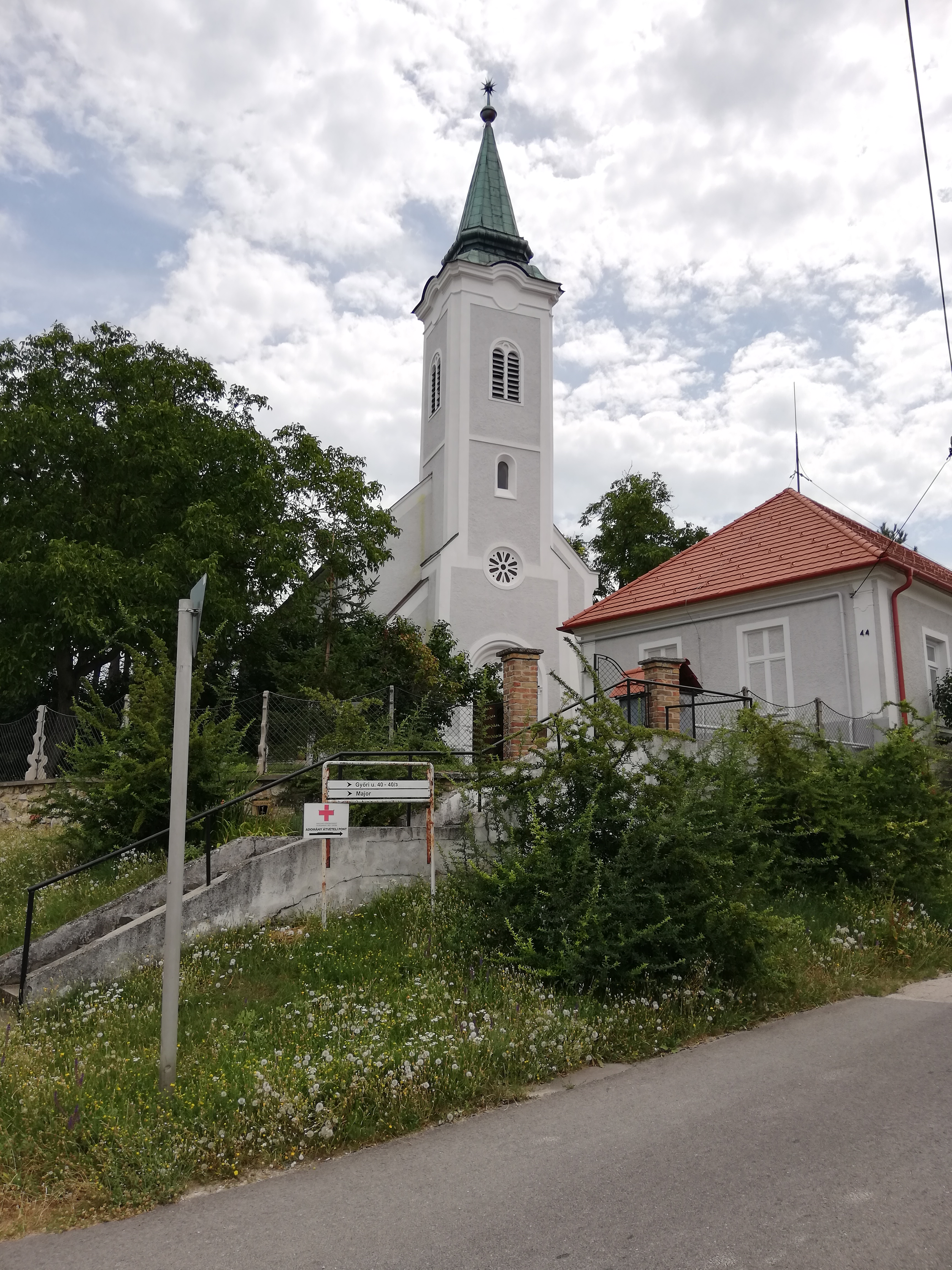
A református templom és környezete
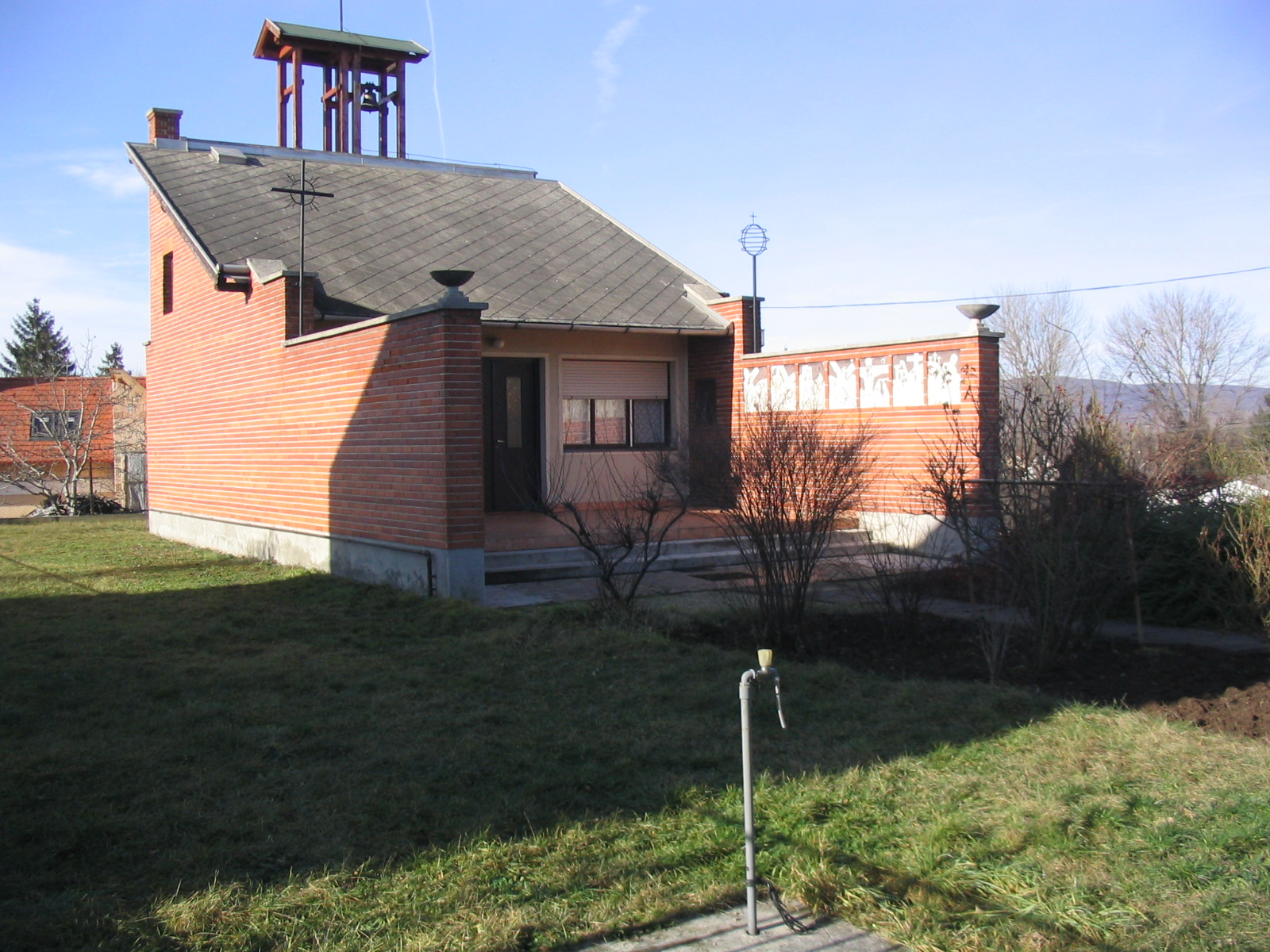
A kádártai katolikus imaház
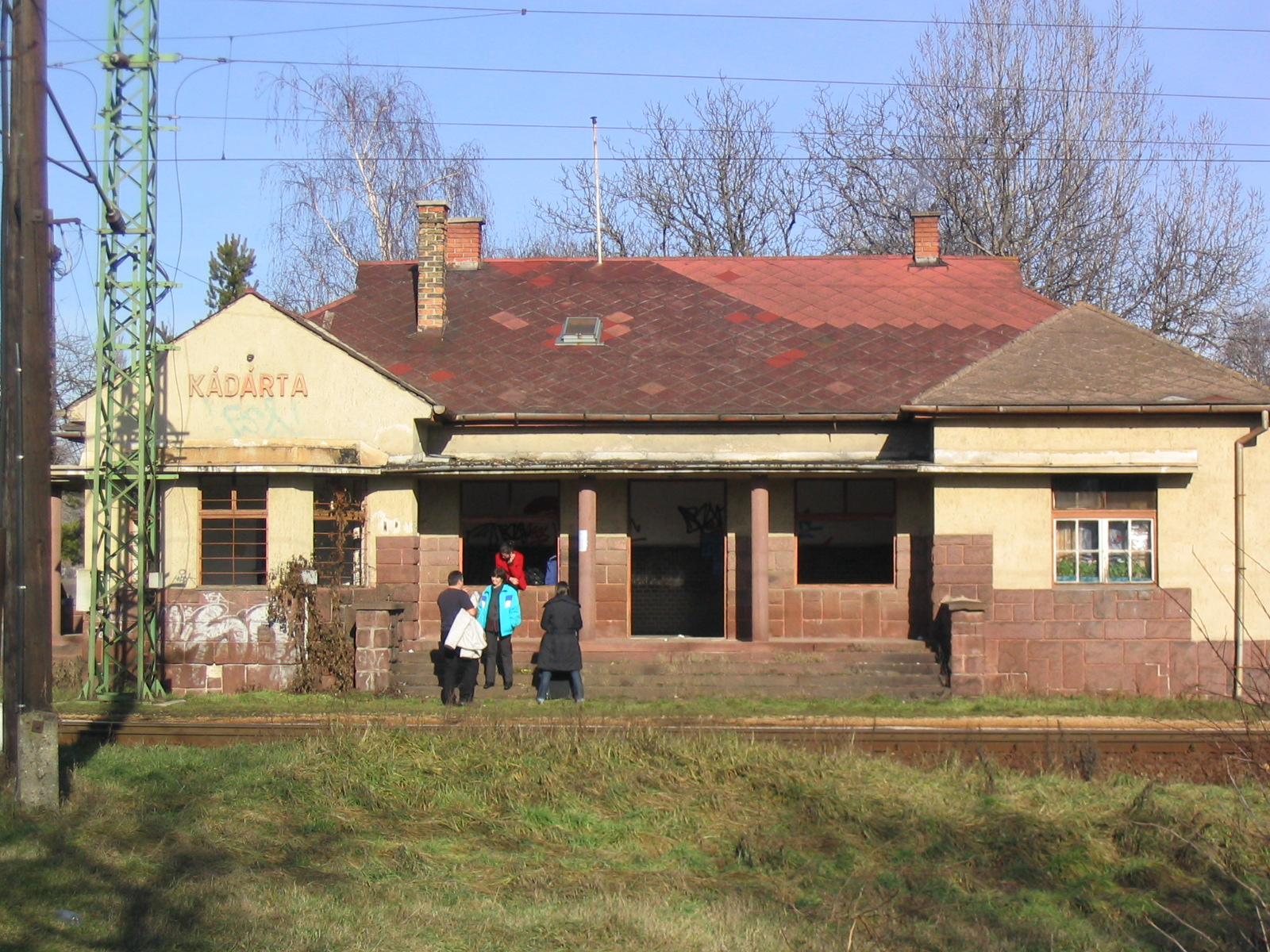
A volt kádártai vasúti megállóhely (2008)
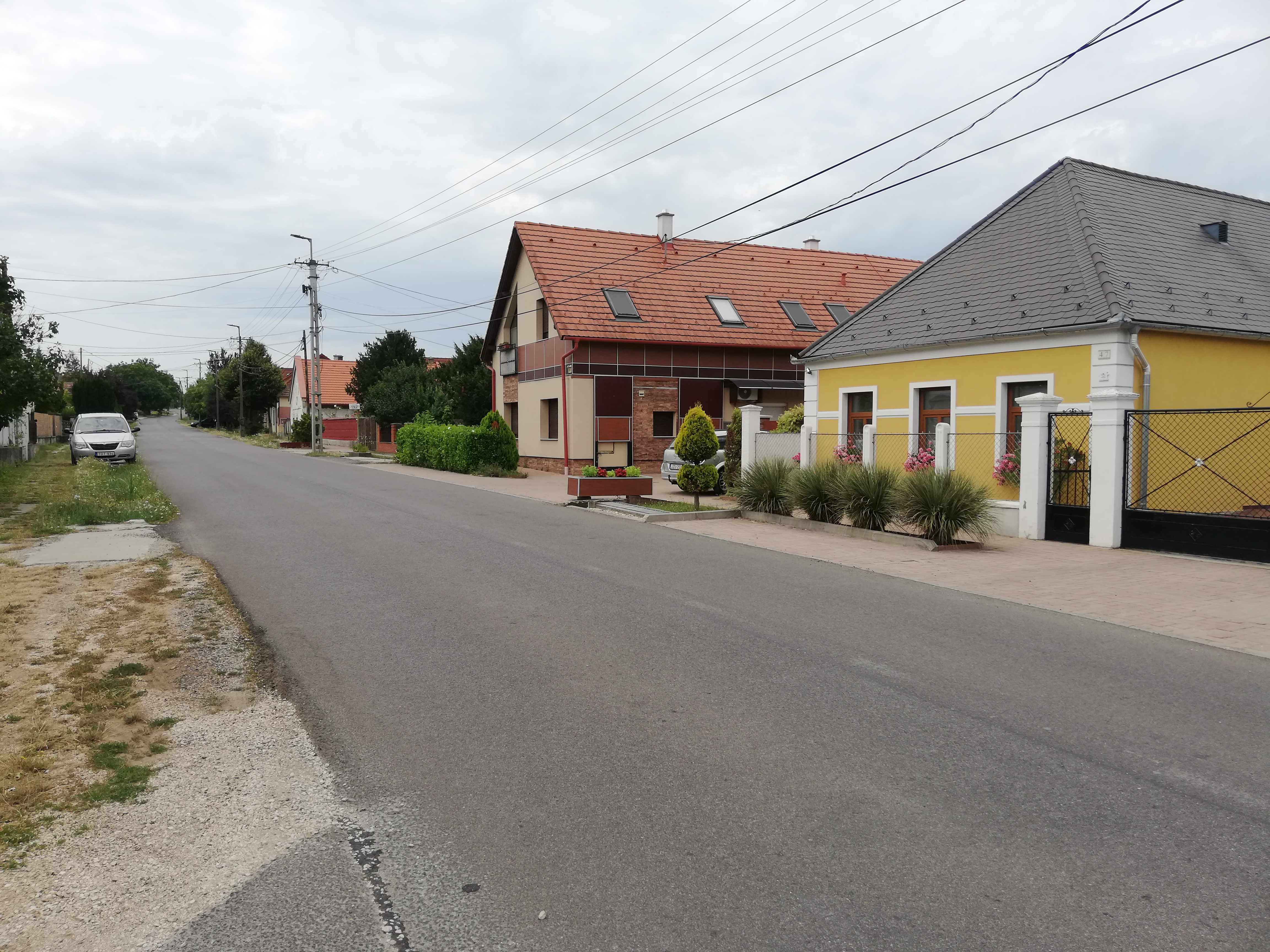
Kádártai utcakép
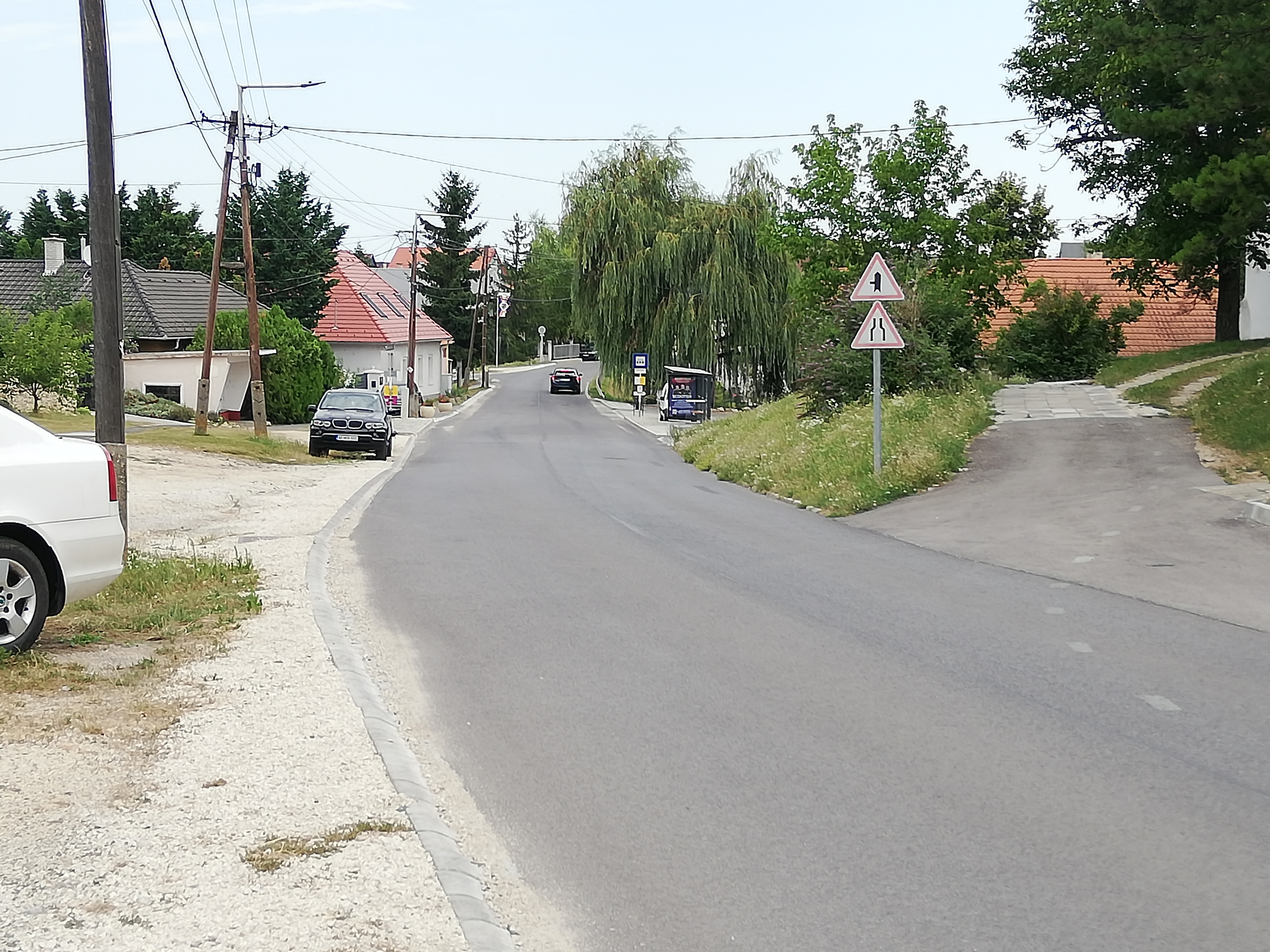
Kádártai utcakép
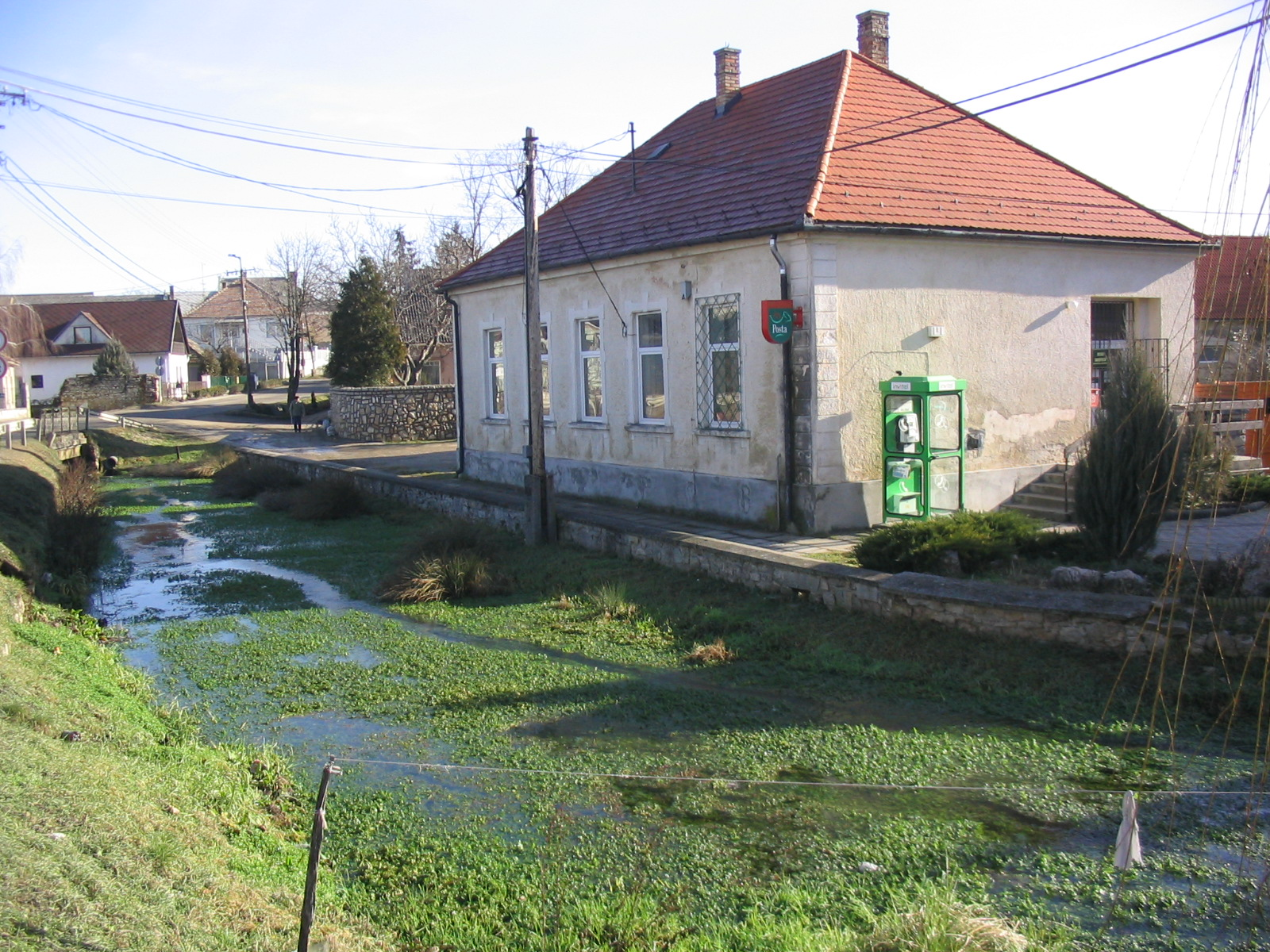
A kádártai posta
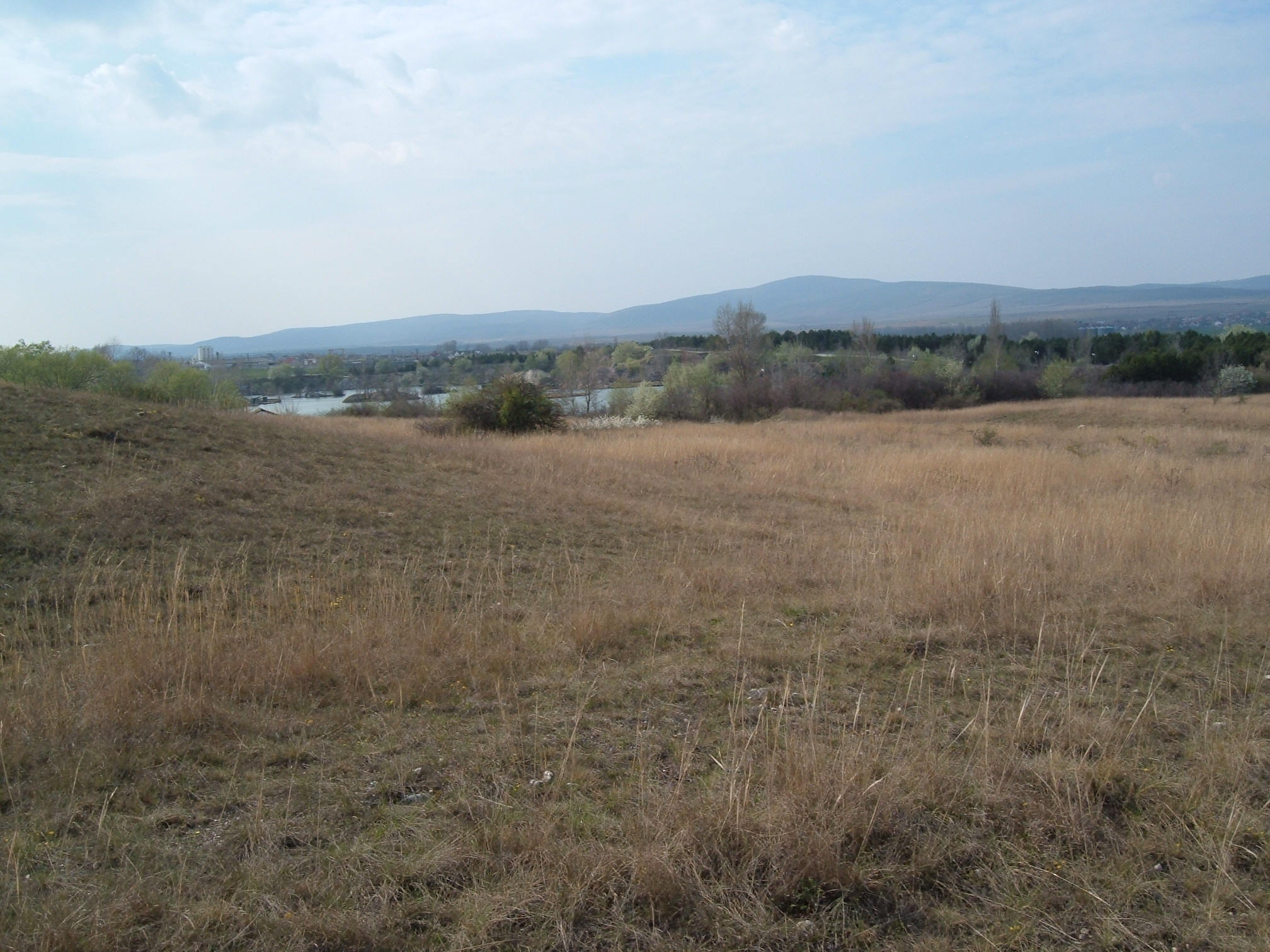
A kádártai halastó a fennsík felől nézve
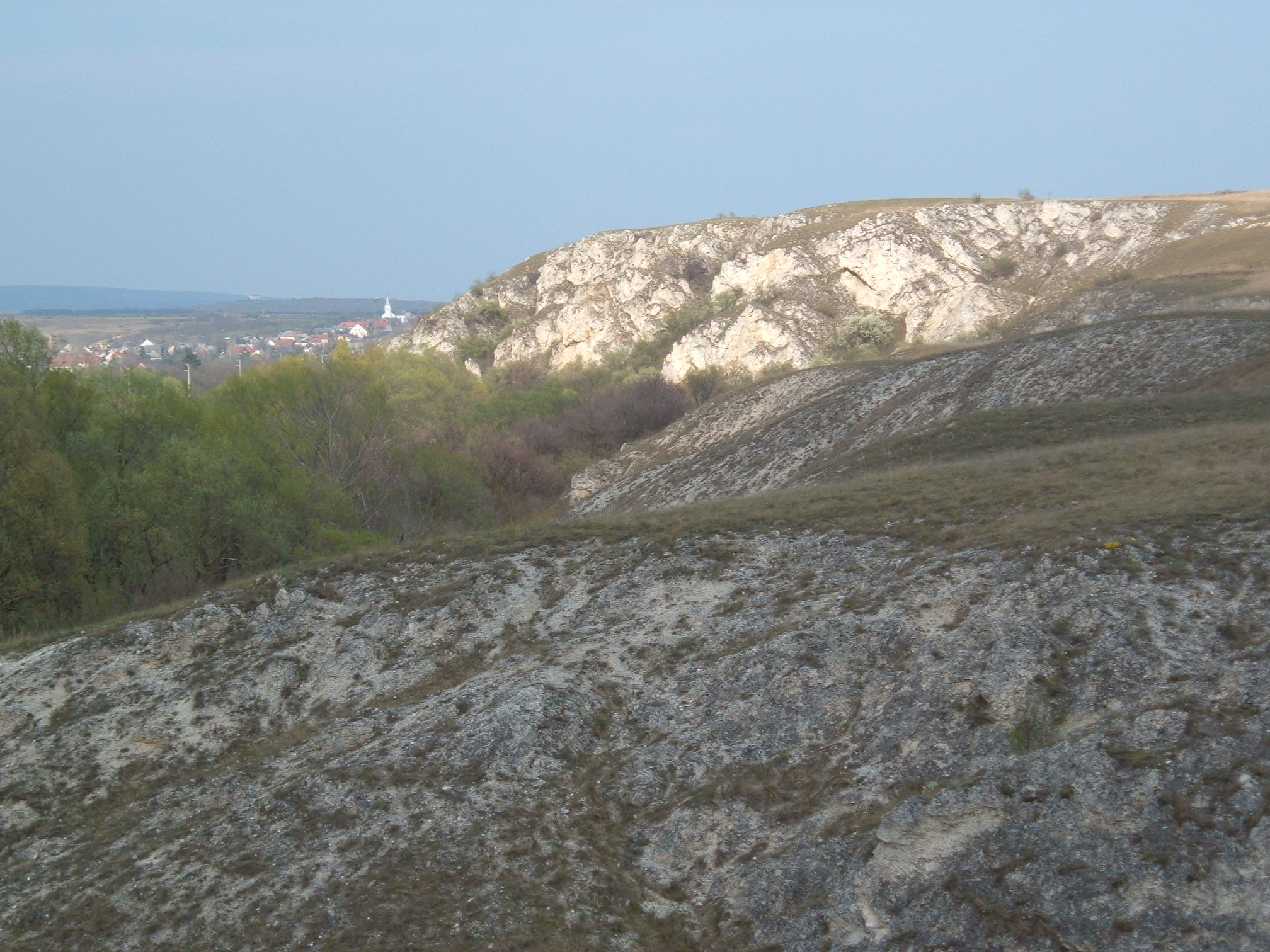
Látkép a Geleméri-fennsíkról Hajmáskér irányába; jól láthatók az időszakos vízfolyások által kialakított szurdokvölgyek és egy nagyobb vető mentén kialakult letörés
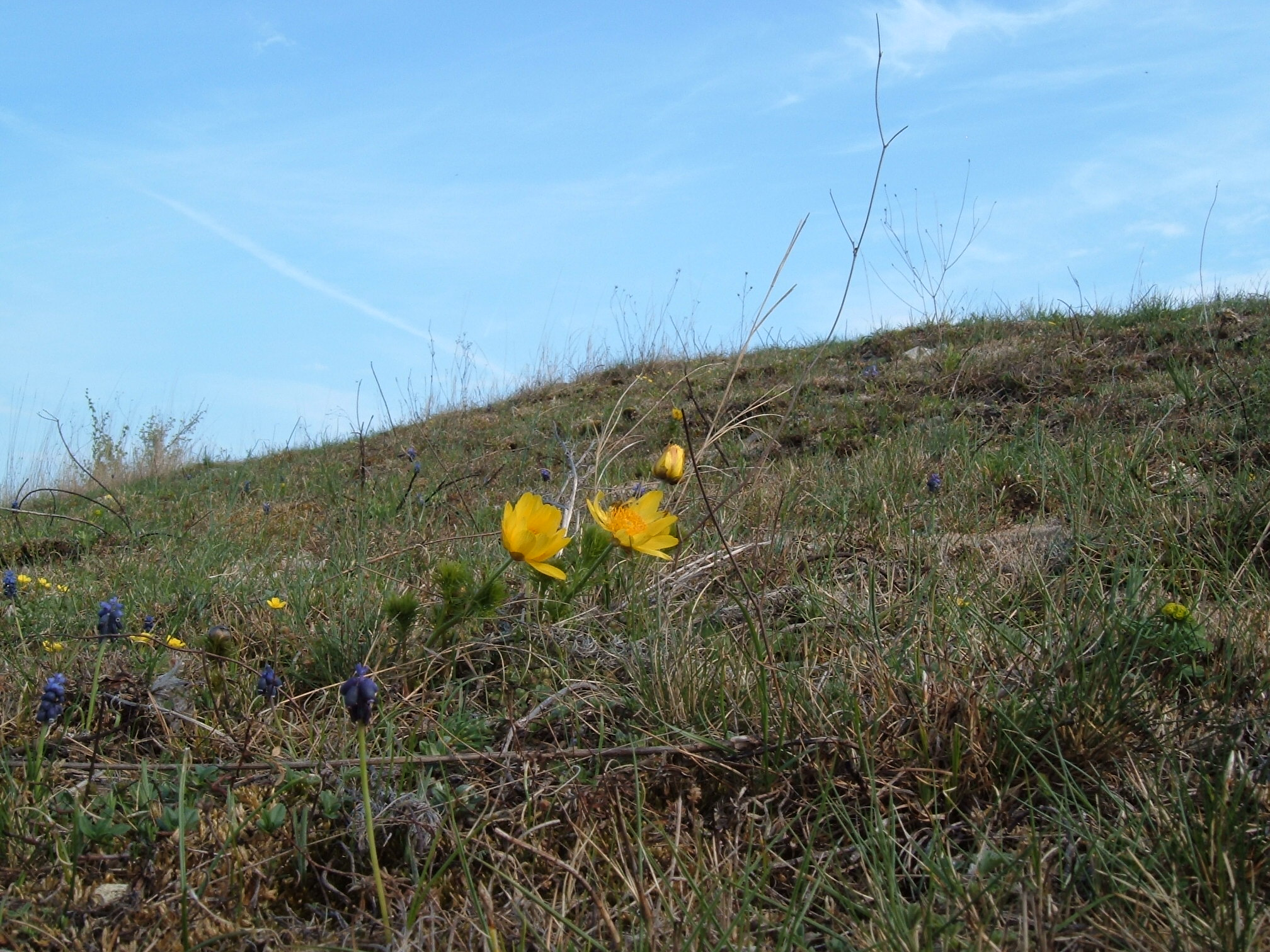
Dolomitsziklagyep

## Külső hivatkozások
- Kádárta az eSzállás portálon